# Siegas
Siegas est un village du comté de Madawaska, au nord-ouest de la province canadienne du Nouveau-Brunswick. Le village est une autorité taxatrice du DSL de Sainte-Anne.

## Toponyme
Le village est nommé ainsi selon sa position sur la rivière Siegas. Ce nom provient du malécite-passamaquoddy Sayegosk, dont la signification probable est « rivière obstruée », « pierre à feu » ou « plat à l'embouchure ».

## Géographie

Situation de Siegas dans le comté de Madawaska.

Siegas est situé sur la rive gauche du fleuve Saint-Jean. Le village s'étend le long de la rue éponyme, parallèle à la route 144. Il y a aussi plusieurs résidences le long du chemin Notre-Dame-de-Lourdes. Le village est aussi desservi par la route 2.

## Histoire
Siegas est l'une des localités organisatrices du Ve Congrès mondial acadien en 2014.

## Administration

### Représentation et tendances politiques
Nouveau-Brunswick: Siegas fait partie de la circonscription provinciale de Restigouche-La-Vallée, qui est représentée à l'Assemblée législative du Nouveau-Brunswick par Martine Coulombe, du Parti progressiste-conservateur. Elle fut élue en 2010.
 Canada: Siegas fait partie de la circonscription fédérale de Madawaska—Restigouche, qui est représentée à la Chambre des communes du Canada par Jean-Claude D'Amours, du Parti libéral. Il fut élu lors de la 38e élection générale, en 2004, puis réélu en 2006 et en 2008.